# Nardaran (Qobustan)
Nardaran è un comune dell'Azerbaigian situato nel distretto di Qobustan. Conta una popolazione di 196 abitanti.